# Гедеон, Саша
Саша Гедеон (чеш. Saša Gedeon; род. 29 августа 1970, Прага, Чехословакия) — чешский режиссёр и сценарист.
Вырос в Кладно, где окончил среднюю школу. Учился в Праге на FAMU, некоторые из его студенческих фильмов отмечены различными наградами. Выпустился в 1996 году.
В настоящее время преподаёт в FAMU курс для режиссёров. Его первым художественным фильмом был фильм «Бабье лето» (чеш. Indiánské léto) (1995) — вольная интерпретация рассказа Фрэнсиса Скотта Фицджеральда. С этого фильма Гедеон стал называться последователем традиции чешской новой волны шестидесятых. Его второй фильм «Возвращение Идиота» (чеш. Návrat idiota) (1999), вдохновленный романом Достоевского, был награждён пятью Чешскими львами. С тех пор он снял несколько небольших фильмов и рекламных роликов. В настоящее время работает над фильмом «Ключ к мечте» (чеш. Klíč ke snu).

## Фильмография
- «Бабье лето» (1995) — повесть, сценарий, режиссура
- «Возвращение Идиота» (1999) — сценарий, режиссура (Приз Жюри на фестивале Сан-Паулу)